# Get Out
Get Out er en amerikansk thrillerfilm produceret, manusforfattet og instrueret af Jordan Peele. Filmen havde premiere 24. januar 2017 på Sundance Film Festival og blev lanceret i biograften i USA 24. februar 2017 af Universal Pictures.
De centrale roller i filmen er besat af Daniel Kaluuya, Allison Williams, Bradley Whitford, Caleb Landry Jones, Stephen Root, Lakeith Stanfield og Catherine Keener.

## Medvirkende
- Daniel Kaluuya som Chris Washington
- Allison Williams som Rose Armitage
- Catherine Keener som Missy Armitage
- Bradley Whitford som Dean Armitage
- Caleb Landry Jones som Jeremy Armitage
- Marcus Henderson som Walter
- Betty Gabriel som Georgina
- Lakeith Stanfield som Andrew Logan Kong
- Stephen Root som Jim Hudson
- Lil Rel Howery som Rod Williams